# 阿尔迪亚蒂诺
阿尔迪亚蒂诺（Q. XX Ardeatino）是意大利罗马的第20新城分区（quartieri），由首字母Q. XX标识。

## 地理
阿尔迪亚蒂诺北面与圣萨巴和切利奥 两个老城分区接壤。东面与 阿皮奥-拉蒂诺 (Q. IX) 和阿皮奥·皮格纳泰利 (Q. XXVI) 两个新城分区接壤。西面与欧罗巴 (Q. XXXII) 和奥斯蒂恩塞 (Q. X) 两个新城分区接壤。 向东南方向，它与托里科拉乡村分区 (Z. XXI) 接壤。向南，它与切其诺拉乡村分区  (Z. XXII) 和朱利安诺-达尔马塔新城分区 (Q. XXXI) 接壤。 

### 教堂
- 城外圣巴斯弟盎圣殿
- 阿尔迪亚蒂纳街圣母领报堂